# كوت الشيخ (الريف الغربي)
كوت الشيخ (بالفارسية: کوت‌شیخ) هي منطقة سكنية تقع في إيران في قسم الريف الغربي الريفي. يقدر عدد سكانها بـ 147 نسمة بحسب إحصاء 2016.